# Tour del Mar Negro
El Tour del Mar Negro  (en inglés: Tour of Black Sea) es una carrera ciclista por etapas turca. Creada en 2015, forma parte del UCI Europe Tour desde 2015, en categoría 2.2.

## Palmarés
| Año                               | Ganador              | Segundo          | Tercero         |
| --------------------------------- | -------------------- | ---------------- | --------------- |
| 2015                              | Tomasz Marczynski    | Onur Balkan      | Muhammet Atalay |
| 2016-2017 ediciones no realizadas |                      |                  |                 |
| 2018                              | Ramūnas Navardauskas | Mauro Schmid     | Mustafa Sayar   |
| 2019                              | Onur Balkan          | Samir Jabrayilov | Vitaliy Buts    |

## Palmarés por países
| País     | Victorias |
| -------- | --------- |
| Polonia  | 1         |
| Lituania | 1         |
| Turquía  | 1         |